# Foosland
Foosland – wieś w Stanach Zjednoczonych, w stanie Illinois, w hrabstwie Champaign.